# Арсенал в Картахене

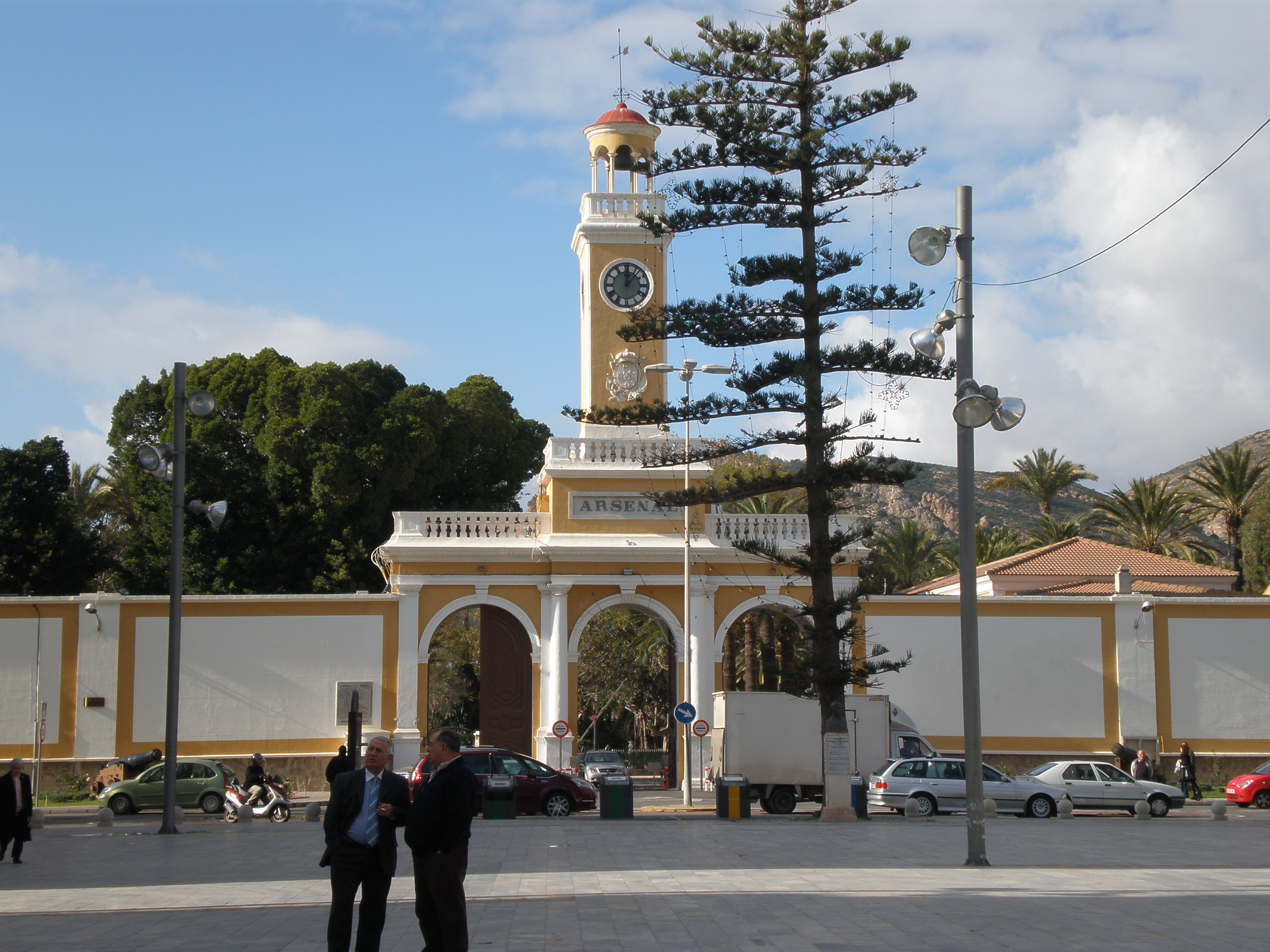
Вход в арсенал в Картахене

Арсенал в Картахене — верфь и военно-морская база в Картахене, имевшая большое значение в испанском Леванте, построенная с целью развития военно-морского флота королём Филиппом V Испанским, при участии его секретаря, маркиза де ла Энсенада.

## История
Во время правления Филиппа V в Испании особое внимание уделялось укреплению и развитию военно-морского флота и обороны побережья страны. Береговая линия королевства была разделена на три военно-морских отделения с их арсеналами.
Картахена стала главной военной базой на Средиземном море, и строительство арсенала в этом городе было поручено военному инженеру Себастьяну Ферингану.
2 мая 1731 года проект здания был представлен на одобрение Филиппу V. 13 июня того же года король поставил свою печать и подпись под проектом, дав разрешение на строительство. Работы начались 20 февраля 1732 года.
На строительстве арсенала было занято большое количество заключённых и рабов, которые позже внесли свой вклад в строительство кораблей и укреплений.
После смерти Себастьяна Ферингана в 1762 году, работу по возведению арсенала продолжил военный инженер Матео Водопич, завершивший строительство 31 января 1782 года, после бесчисленных превратностей из-за масштабов работы,  уже во время правления короля Карла III.
Арсенал в Картахене стал крупнейшим военно-промышленным комплексом XVIII века на всем средиземноморском побережье. Здесь был построен 21 корабль, 17 фрегатов и более полусотни других судов.
Сегодня он является памятником истории, в чьих стенах отмечена эволюция кораблестроения в Испании.